# Chloroclystis nigella
Chloroclystis nigella là một loài bướm đêm trong họ Geometridae.